# Fabrizio Laurenti
Fabrizio Laurenti, noto anche con lo pseudonimo di Martin Newlin (Roma, 7 dicembre 1956), è un regista e sceneggiatore italiano.
Tra le sue opere vanno ricordati i film: La casa 4 (Witchcraft), Contamination .7, La stanza accanto e lo sceneggiato Rai, scritto da Pupi Avati, Voci notturne, considerato un cult da parte degli appassionati del genere.
È sposato da molti anni con l'attrice americana Mary Sellers, spesso interprete dei suoi film. È il padre dell'attrice Rosabell Laurenti Sellers.

## Filmografia parziale

### Cinema
- La casa 4 (Witchcraft) (1988)
- Contamination .7 (1990)
- La stanza accanto  (1994)

### Televisione
- La fine dei giochi – film TV (1990)
- Bianco e nero – film TV (1990)
- Tre passi nel delitto – miniserie TV (1993)
- Voci notturne – miniserie TV (1995)
- Olimpo Lupo - Cronista di nera – miniserie TV (1995)
- Il segreto di Mussolini – documentario (2005)
- Il corpo del Duce – documentario (2011)